# 卡特勒博爾納
卡特勒博爾納（法語：Quatre Bornes）是非洲東部島國毛里裘斯威廉平原區的城鎮。位於首都路易港以南約15英里，海拔高度313米，始建於1721年，2010年人口81,773。

## 姐妹城市
- 中国大庆市[2]（2010年5月31日）
- 法國 圣伯努瓦

## 外部連結
- 官方网站 （英文）